# Клемен Слакоња
Клемен Слакоња (Кршко, 3. јун 1985) словеначки је комичар, глумац, телевизијски водитељ, имитатор и музичар. Запослен је у Словеначком народном позоришту у Љубљани и глума је његово примарно занимање.

## Биографија
Рођен је у словеначком пограничном месту Брежице. Каријеру је започео на локалном радију Енерџи у близини своје куће у граду Кршком, који је најпознатији по томе што има једину нуклеарну електрану у Словенији. Био је водитељ на радију и био је домаћин многих различитих врста локалних догађаја.
Студирао је на Академији за позориште, радио, филм и телевизију. Слакоња је у Словенији познат по својим комичним скечевима који су често рађени у облику музичких спотова, као и по вођењу разних ТВ емисија попут Евровизије у својој земљи. Имитирао је бројне словеначке музичаре, словеначког филозофа Славоја Жижека, папе Фрање, Владимира Путина, Доналда Трампа, Ангеле Меркел и друге.

## Емисија Радио Га Га
Сашо Хрибар је 5. октобра 2007. године позвао Слакоњу да одржи свој први јавни наступ на националном нивоу у својој сатиричној радио емисији Радио Га Га у којој се ругају словеначким политичарима и која се емитује недељно на првом програму Словеначког националног радија. Имитирао је словеначког певача балада Рока Космача што је представљало преломну тачку његове каријере и након овог наступа изненада је постао познат широкој словеначкој публици.

## Водитељ на националној ТВ
17. фебруара 2008. практично преко ноћи постаје водитељ националне телевизије преузимајући популарну недељну поподневну породичну емисију „НЛП“ на РТВ Словеније. Постао је ководитељ са Тјашом Железник која је ову емисију претходно водила сама.

## Домаћин ЕМА фестивала
27. фебруара 2011. први пут је био домаћин такмичења музичког фестивала ЕМА, словеначког избора за Песму Евровизије 2011, а победница је била Маја Кеуц. У част овог фестивала написао је музику и представио „16 лет скомин“, микс песме свих шеснаест победника ЕМА фестивала. До сада је још два пута био домаћин овог фестивала, 2012. и последњи пут 2016. када је представио „Путин, Путаут“.

## Задетек в петек и Је бела цеста
15. фебруара 2013. започео је своју прву хумористичку емисију „Задетек в петек“ која је емитована на комерцијалној ТВ3 Медиас. Цела ствар је снимљена у Београду, међутим емисија је отказана само неколико месеци касније након само једне сезоне. Убрзо након што је почео да води своју другу сопствену хумористичку емисију „Је бела цеста“ (Проклетство) која је трајала две сезоне.

## Путин, Путаут и међународна слава
Његов скеч "Путин, Путаут" стекао је међународну популарност. Ово је био први видео који је снимио у оквиру свог пројекта. Видео пародира руског председника Владимира Путина. Убрзо након емитовања на словеначкој телевизији, скеч комедије је постављен на Слакоњин лични Јутјуб канал где је постао виралан.

## Рад

### Радио
| Година |                                 |
| ------ | ------------------------------- |
| 2007   | "Радио Енерџи" (Радио Кршко)    |
| 2007   | "Радио Га Га" (Радио Словенија) |

### Телевизија
| Година | Наслов                         | Улога                                 |
| ------ | ------------------------------ | ------------------------------------- |
| 2007   | "Хри-бар"                      | сатирична касна емисија               |
| 2007   | "Оса"                          | краткометражни филм                   |
| 2007   | "Вучко"                        | краткометражни филм                   |
| 2008   | "Некега лепега пополдне" (НЛП) | водитељ породичне емисије             |
| 2009   | "Палчица"                      | краткометражни филм                   |
| 2011   | " ЕМА 2011 "                   | домаћин такмичења за песму Евровизије |
| 2012   | " ЕМА 2012 "                   | домаћин такмичења за песму Евровизије |
| 2013   | "Задетек в петек"              | водитељ комичне емисије               |
| 2013   | "Је бела цеста"                | водитељ комичне емисије               |
| 2014   | "Циперцопер"                   | анимацијски глас                      |
| 2014   | "Заџускај с Клемзием"          | комерцијални                          |
| 2016   | " ЕМА 2016 "                   | домаћин такмичења за песму Евровизије |

### Филм
| Година | Наслов           | Улога |
| ------ | ---------------- | ----- |
| 2009   | "Осебна пртљага" | Вид   |

### Веб серије
| Година | Наслов        | Улога                          |
| ------ | ------------- | ------------------------------ |
| 2010   | "Дан љубезни" | Јутјуб серија (брат заштитник) |

### Неке од пародија
| Year | Title of parody                      | Impersonating      |
| ---- | ------------------------------------ | ------------------ |
| 2007 | "Уршка"                              | Јан Плестењак      |
| 2008 | "Ода радости"                        | Дамјан Мурко       |
| 2011 | "Зеро"                               | Енрике Иглесијас   |
| 2011 | "Марио"                              | Рики Мартин        |
| 2012 | "Словенија ће победити" (Евровизија) | Стинг Џастин Бибер |
| 2013 | "Аплауз"                             | Лејди Гага         |
| 2014 | "Пут ме зове"                        | Халид Бешлић       |
| 2014 | "Сад је ту све ЕУ"                   | Оливер Драгојевић  |

## Пројекат МокингбирдМен
Пројекат у којем имитира и исмева светске лидере.
| Бр. | Наслов           | лажно представљање | директор    | Видео  |
| --- | ---------------- | ------------------ | ----------- | ------ |
| 1   | "Путин, Путаут"  | Владимир Путин     | Миха Книфић | ЈуТјуб |
| 2   | „Голден Дамп“    | Доналд Трумп       | Миха Книфић | ЈуТјуб |
| 3   | "Руф мих Ангела" | Ангела Меркел      | Миха Книфић | ЈуТјуб |